# Wojna religijna

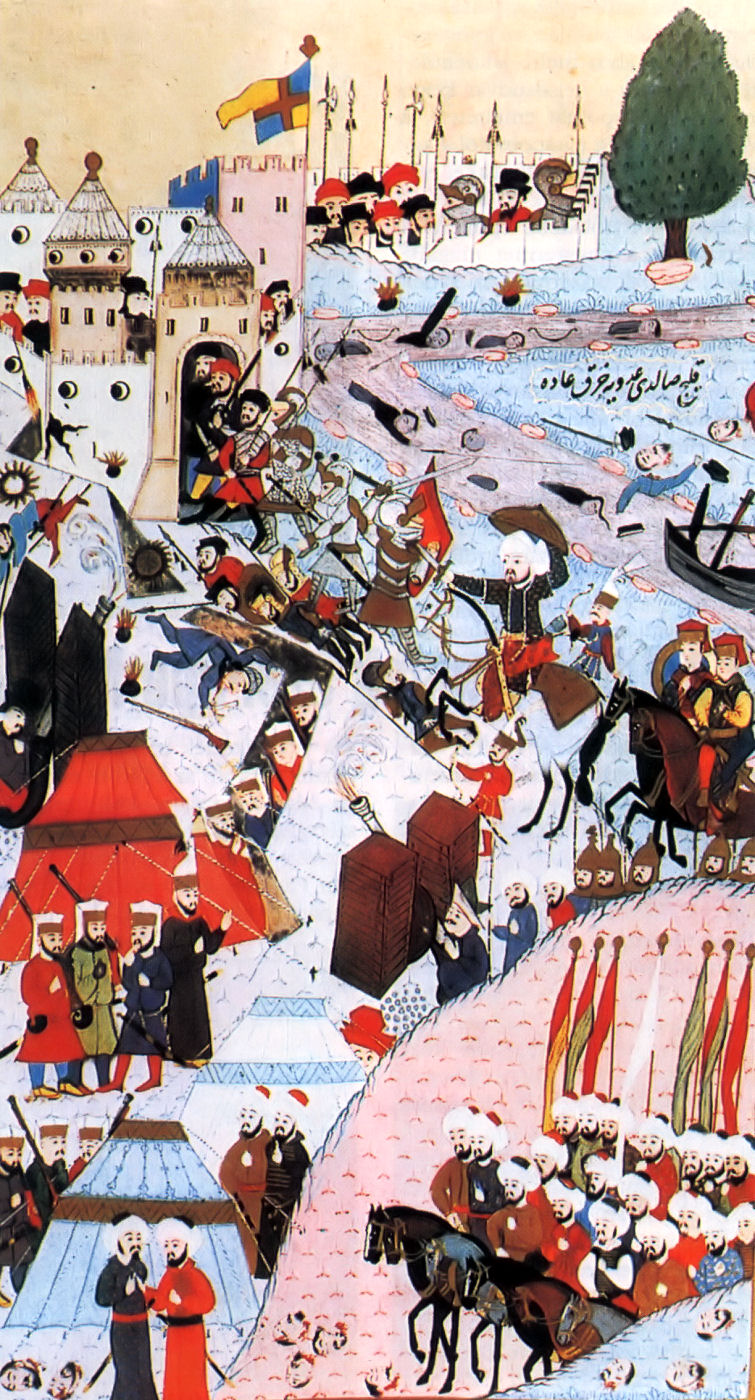
Bitwa pod Belgradem (1456)

Wojna religijna, inaczej święta wojna (łac. bellum sacrum) – wojna w głównej mierze motywowana przyczynami religijnymi.
Religijne tło „wojny religijnej” nie wyklucza równoległego występowania innych – obiektywnych lub tylko propagandowych – przyczyn konfliktu zbrojnego. Pojęcie „wojny sprawiedliwej”, czyli takiej, którą można uważać za usprawiedliwioną na gruncie religijnym i etycznym wprowadził św. Augustyn z Hippony, a rozwinął – na potrzeby politycznych działań Kościoła katolickiego św. Tomasz z Akwinu.
Współcześnie pojęcie „wojna religijna” lub „święta wojna” służy często jako uproszczone określenie konfliktów zbrojnych o złożonym podłożu historycznym i kulturowym, w których istotną rolę odgrywają także różnice na tle religijnym (i szerzej – ideologicznym). W przypadku takich wojen wyznawcy i hierarchowie poszczególnych religii z reguły wyraźnie angażują się po określonej stronie konfliktu, poszukując właśnie w sferze religijnej zasadniczych usprawiedliwień i motywacji dla swoich poglądów i działań (w tym – zbrojnych).
Napięcia społeczne często powodowane były – i są – chęcią wyparcia wyznawców innej religii z określonego terytorium, podporządkowania i nawrócenia ich lub wyniszczenia. Wojny religijne toczone są często z powodu fanatyzmu lub wyrachowania przywódców religijnych, którzy posługują się religią jako narzędziem do manipulacji społeczeństwem, do zdobycia lub utrzymania władzy i osiągania innych celów (politycznych, ekonomicznych, społecznych). Swoje działania i poglądy (niejednokrotnie rasistowskie i nacjonalistyczne) motywują ideą oczyszczenia świata ze zła (gdzie jako „zło” określa się inne religie i ideologie). Wojny religijne występują w różnych okresach historii świata i charakteryzują się m.in. długotrwałością okresu konfliktowego.
Przykładowe wojny religijne:
- Podboje arabskie, związane z szerzeniem islamu
- Rekonkwista (718–1492)
- Reakcja pogańska (1038)
- Krucjaty, m.in. wyprawy krzyżowe na Bliski Wschód i do Afryki (1096–1272)
- Wojny husyckie (1419–1436)
- Konkwista (XV–XVI)
- Wojna trzydziestoletnia (1618–1648)
- Wojna hugenocka (1626–1629)
- II wojna domowa w Sudanie (1983–2005)
- Terroryzm fanatyków muzułmańskich na przełomie XX i XXI wieku i inne przypadki terroryzmu o podłożu religijnym

Prawdopodobnie pierwszą znaną kampanią wojenną prowadzoną z przyczyn religijnych była wyprawa Faraona Ramzesa II przeciw Hetytom.